# Cornelis Pronk
Cornelis Pronk (auch Cornelis Pronck; * 10. Dezember 1691 in Amsterdam; † 28. oder 29. September 1759 ebenda) war ein holländischer Zeichner, Maler und Porzellangestalter. Er wurde vor allem wegen seiner zahlreichen Zeichnungen von Städten, Gemeinden und Gebäuden (sog. topographischen Zeichnungen) sowie wegen seiner Porzellanentwürfe bekannt.

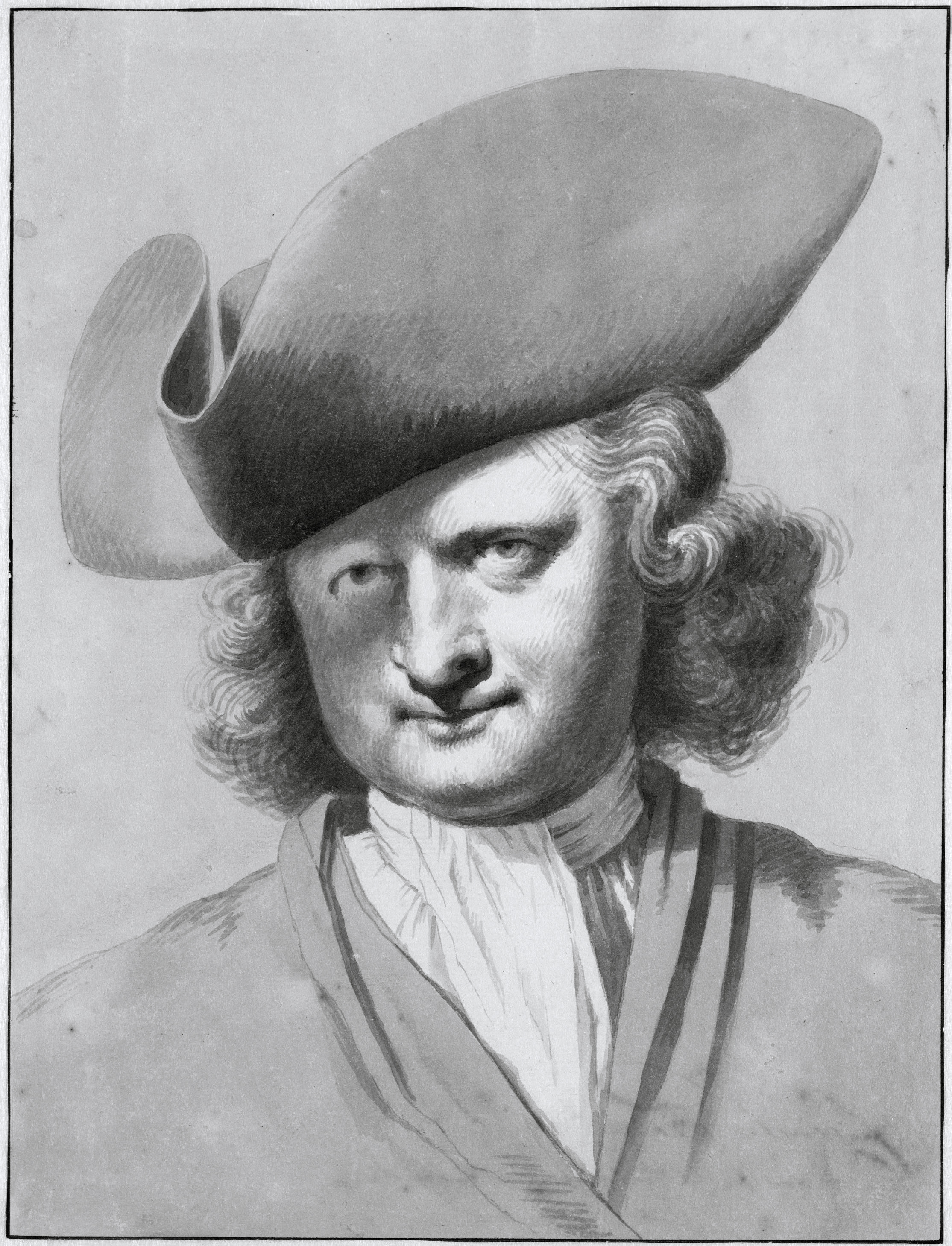
Cornelis Pronk, Selbstporträtzeichnung ca. 1730

## Leben und Karriere
Cornelis Pronk war der Sohn eines Amsterdamer Weizenkaufmannes, der später ein Verwaltungsbüro eröffnete. Nach der Arbeit im Büro seines Vaters über mehrere Jahre begann Pronk auf den Rat des Gelehrten und Kunstkenners Lambert ten Kate hin Unterricht im Zeichnen und Malen bei Jan van Houten (1679–1713) zu nehmen. Von 1712 bis 1715 studierte er mit dem Porträtmaler Arnold Boonen (1669–1729). Im Jahre 1715 etablierte er sich als eigenständiger Maler und trat der Lukasgilde bei. Zu Beginn seiner Karriere war er in erster Linie Porträtmaler und ein Kopist niederländischer Meister des 17. Jahrhunderts. Er war auch als Maler von Theaterkulissen bekannt. Zunächst wirkte er in Alkmaar, hat sich aber später in Amsterdam angesiedelt. Ab 1722 konzentrierte er sich vor allem auf "topographische" Zeichnungen, die als Illustrationen für Atlasse verwendet wurden, obwohl er auch aktiv als Porträtmaler wirkte. Die Zeichnungen wurden fast ausschließlich von reichen Amsterdamer Patriziern in Auftrag gegeben, vor allem vom Textilkaufmann und Amateurhistoriker Andries Schoemaker (1660–1735) und von seinem Sohn Gerrit Schoemaker (1692–1736), der ihn manchmal auf seinen Reisen begleitete.
Cornelius Pronk gehörte einer Mennonitengemeinde an und erhielt die Taufe mit 23 Jahren. Er blieb  wohl ledig, da es in seiner Gemeinde verboten war, Nicht-Mennoniten zu heiraten, und nur wenige mennonitische Frauen für eine Heirat in Betracht kamen.

## Werk
Viele Jahre lang bereiste Pronk zur Sommerzeit meist zu Fuß die niederländische Republik, um Stadtansichten zu skizzieren, Städte und Landschaften sowie Schlösser, Herrenhäuser und andere Gebäude im Detail zu dokumentieren, auch wann und wo die Skizze angefertigt wurde. Jede dieser Feldskizzen sollte als Grundlage für eine oder mehrere Zeichnungen fungieren, die er in seinem Studio schuf. Auf seinen Reisen überquerte er gelegentlich die Grenze nach Deutschland, wie er beispielsweise 1729, als er Zeichnungen von Kleve, Köln und Umgebung anfertigte.
Künstlerisch ergiebig war seine Reise 1732 mit Abraham de Haen durch Noord-Holland, Gelderland, Overijssel, Drenthe und Friesland.
Mit seinen Schülern Jan de Beijer (1703–1780) und Abraham de Haen (1707–1748) machte er mehr als 700 Zeichnungen für Het verheerlykt Nederland (Das verherrlichte Niederland), ein mehrbändiges Werk, das 1745–1774 von Isaak Tirion veröffentlicht wurde. Es dokumentiert alle Provinzen der niederländischen Republik. Viele seiner Zeichnungen wurden von anderen Künstlern wie Hendrik Spilman und Simon Fokke in Stiche umgesetzt. Pronk trug auch Zeichnungen zu einem Atlas der Provinz Zeeland von 1760 bei: Een en twintig gezigten der stemmende Steden van Zeeland en derzelver voorname gebouwen.
Pronks Zeichentechnik entwickelte sich zügig von 1727 bis 1731. Er begann dezente Beleuchtung und Schatteneffekte zu nutzen und fügte auch zahlreiche anekdotische Details zu seinen Zeichnungen. Dadurch erreicht die Zeichnungen nicht nur dokumentarischen, sondern auch künstlerischen Wert. So machte er sich auch in der Miniaturmalerei einen Namen. Pronks Zeichnungen sind durch klare, einfache Linien gekennzeichnet, die das Wesentliche der Gebäude erfassen. Er wusste auch die Details auszulassen, die die Zeichnungen überladen würden.
Sein Schüler und enger Freund Abraham de Haen schrieb zahlreiche Gedichte ihm zu Ehren. Pronk selbst versuchte es daraufhin auch in der Dichtkunst.
Vier von Pronks Skizzenbücher sind in der Sammlung des Rijksprentenkabinet (Nationales Druckkabinett), jetzt Teil des Rijksmuseum Amsterdam. Im Jahr 1997, fand im Frans Hals Museum in Haarlem eine Ausstellung von Pronks Werken statt.

### Porzellan
1734 hatte die Niederländische Ostindien-Kompanie (ndl. Vereenigde Oostindische Compagnie) bei Cornelis Pronk Entwürfe für eine Serie von Porzellanplatten in Auftrag gegeben. Dieses Porzellan (chine de commande) wurde in China hergestellt, dann nach Europa exportiert und dort zu einem extrem hohen Preis verkauft. Eine Serie blau-weißer Teller und Platten erbrachte beispielsweise die Summe von 1160 niederländische Gulden, mit der man in Amsterdam ein Haus kaufen konnte. Pronk schuf vier verschiedene Themen, von denen "Die Damen mit Sonnenschirm" sehr beliebt waren. 1740 beendete die Ostindienkompanie den Handel, da Produktion und Versand von China sich nicht mehr lohnten. Dennoch blieben Pronks Entwürfe weiterhin beliebt und wurden häufig kopiert. Einige seiner Entwürfe werden immer noch produziert.

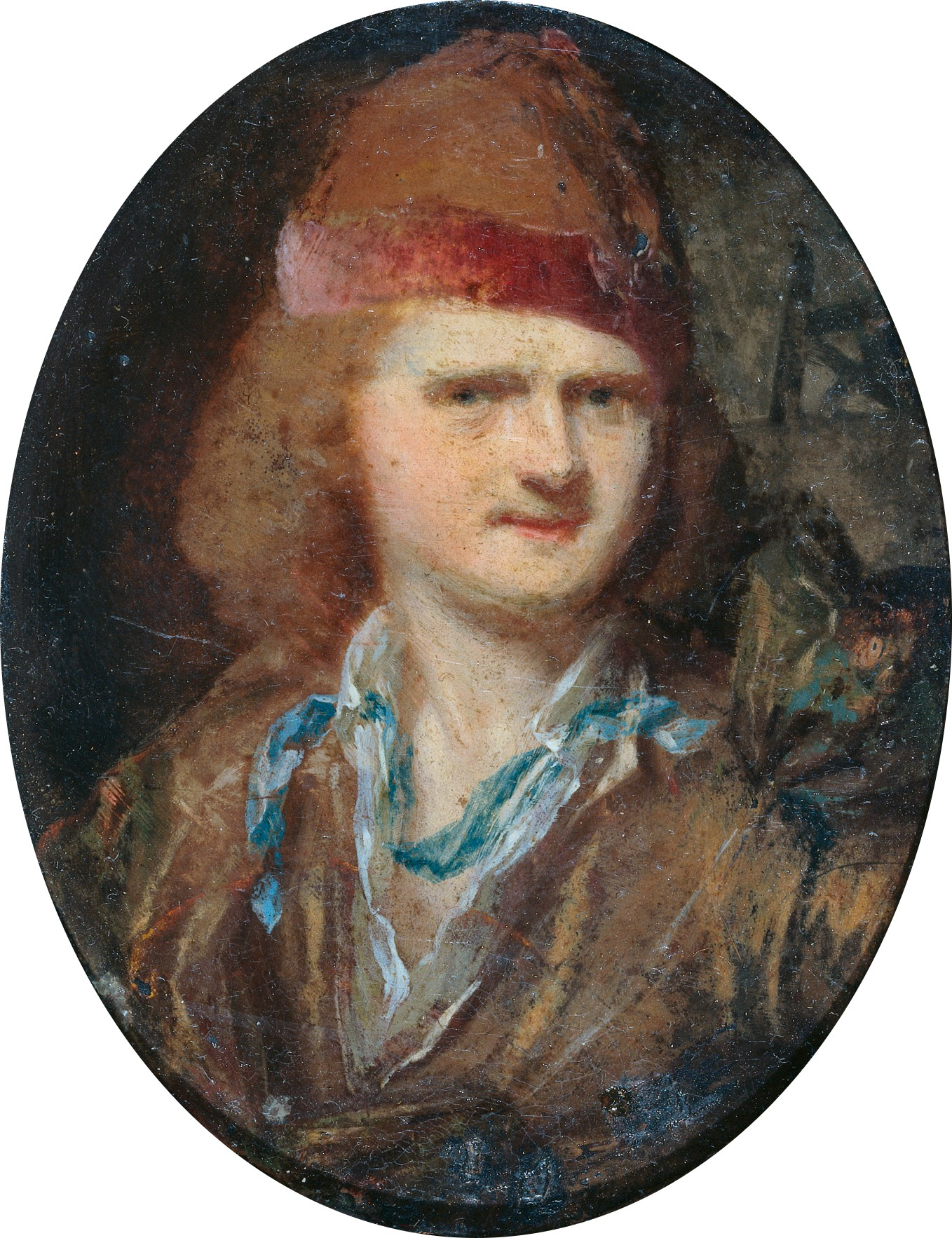
Farbiges Selbstporträt etwa 1715
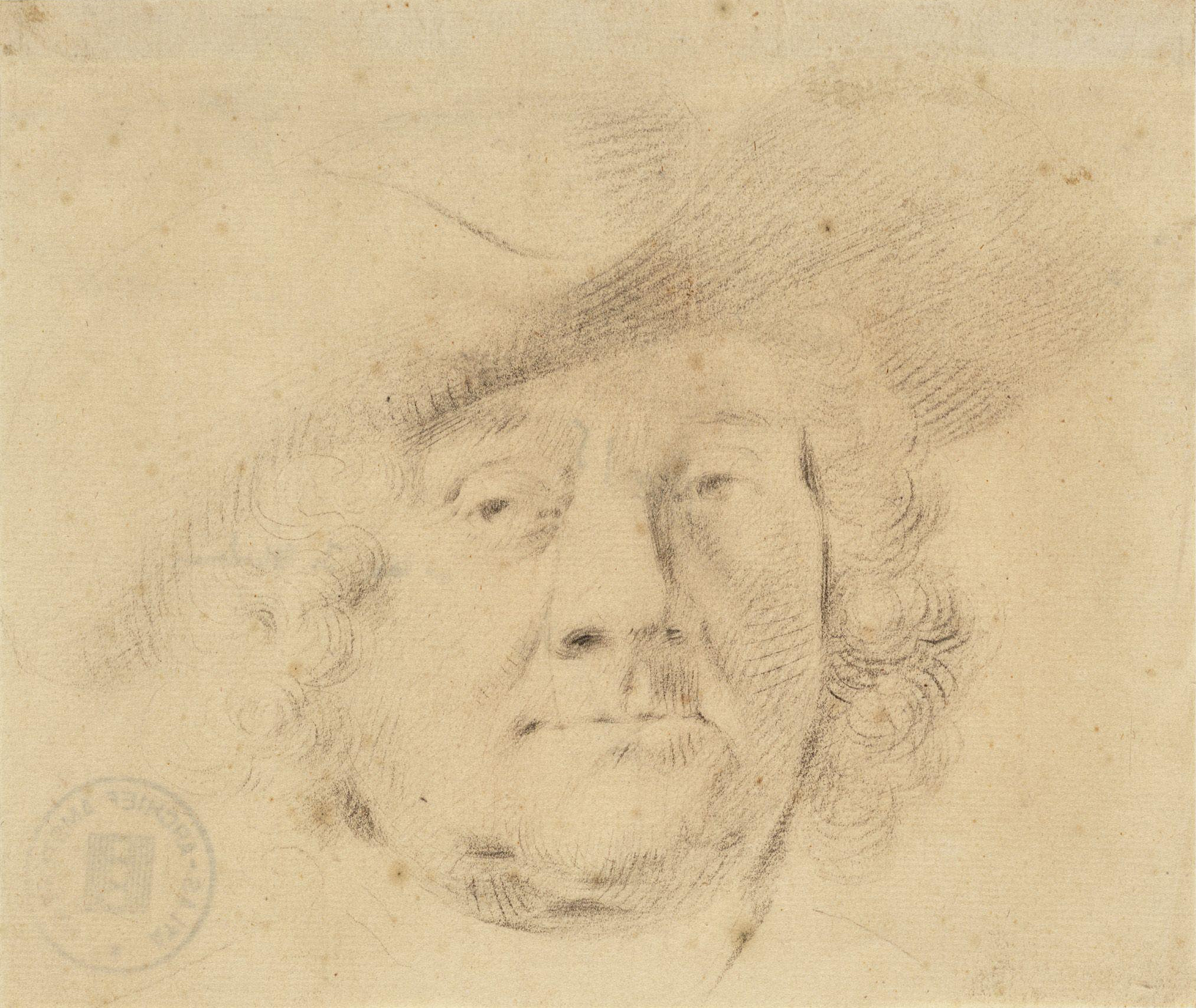
Selbstzeichnung etwa 1750
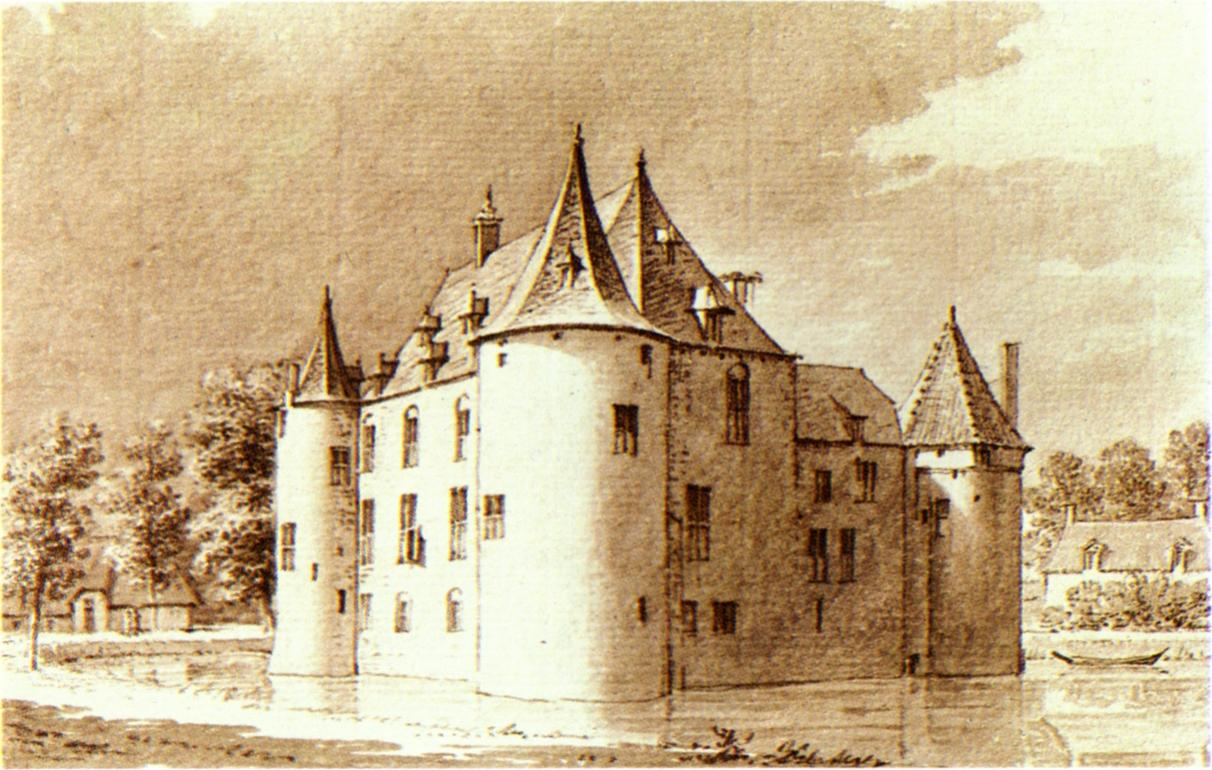
Burg Ammersoyen 1730
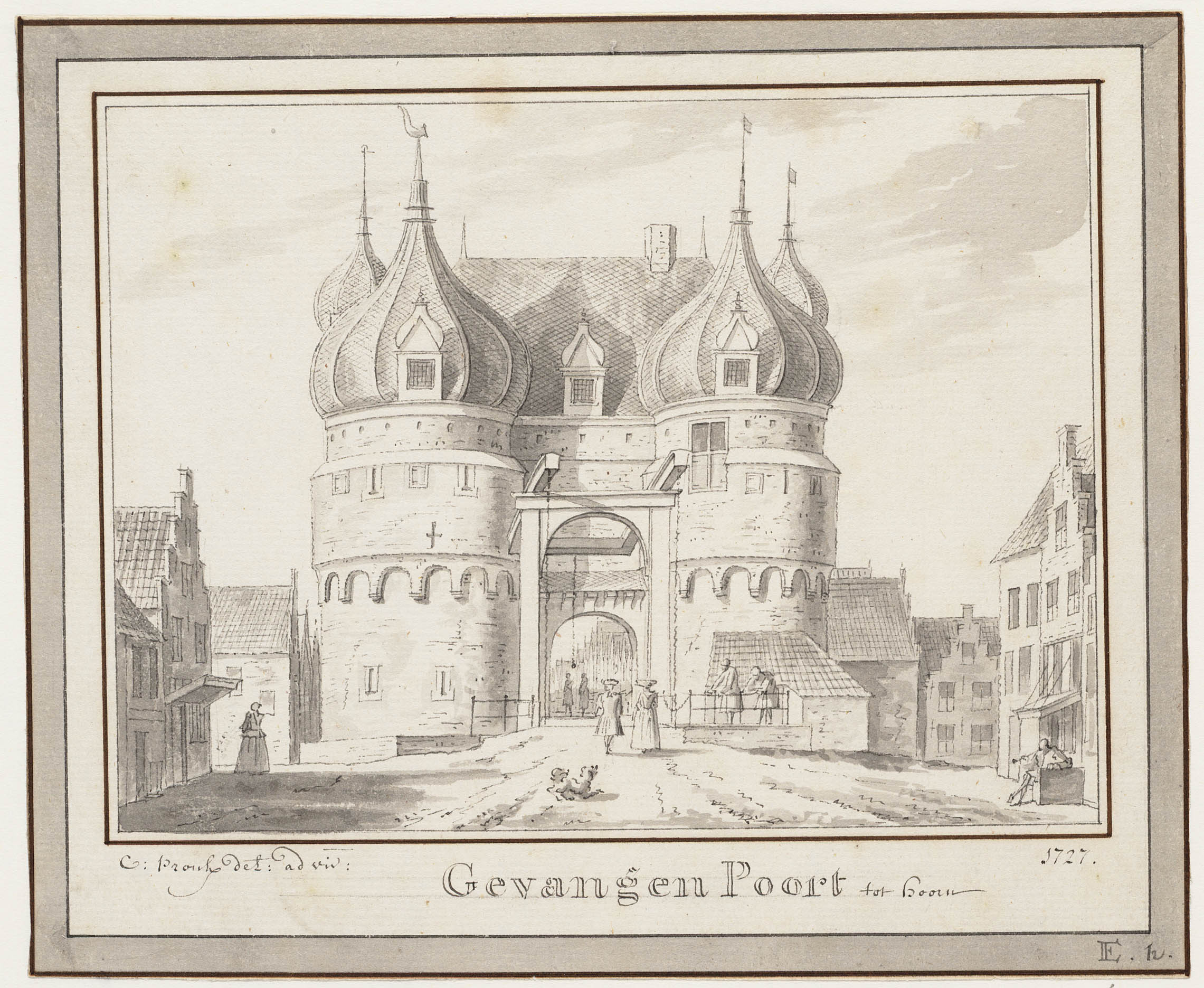
Altes Osttor (De Oude Oosterpoort (1531–1818)) in Hoorn 1727, seinerzeit ein Gefängnis, Gevangen Poort – Gefangenentor
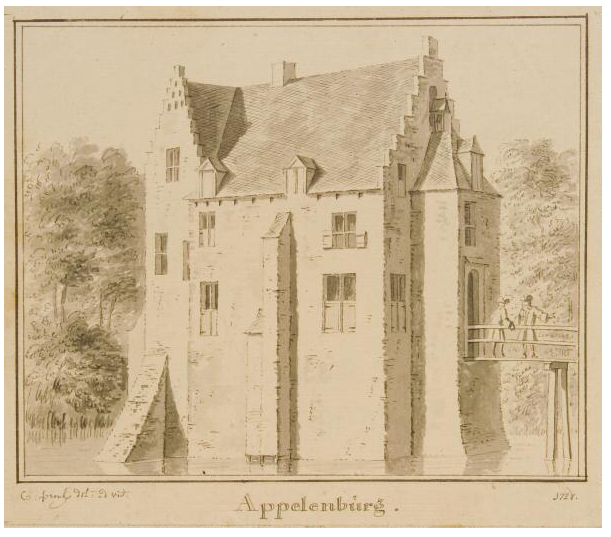
Schloss Appelenburg 1728
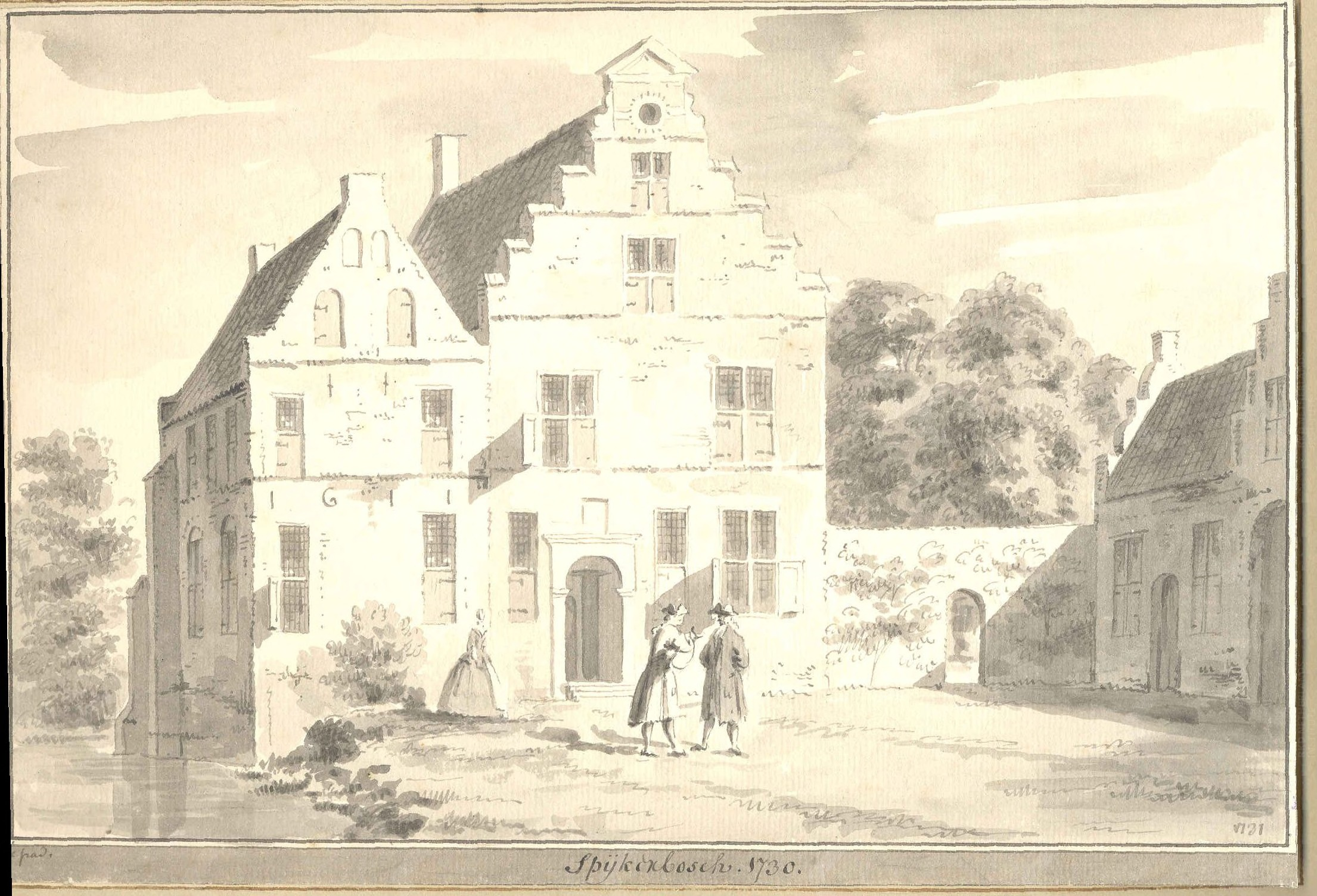
Haus Spijkerbosch 1611 bei Olst, Abraham de Haen nach Vorlage von Cornelis Pronk 1731